# ناو کلاس کارا
کروزر کلاس کارا (به انگلیسی: Kara-class cruiser) یک کلاس از کشتی است که طول آن 173.2 m می‌باشد.